# Pixiebob

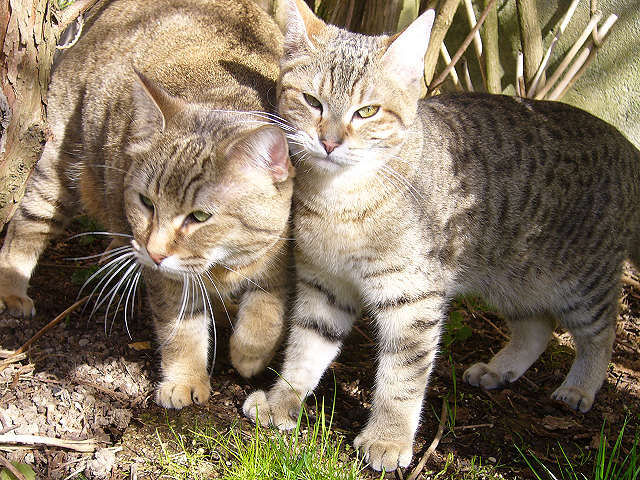
Zwei kurzhaarige Pixie-Bob Katzen

Pixiebob (alternative Schreibweise: Pixie-Bob) ist der Name einer Hauskatzenrasse. Berichte, denen zufolge Pixie-Bobs auf Hybriden aus Rotluchsen und Hauskatzen zurückgehen sollen, gelten als widerlegt.
Im Jahr 1985 kaufte die US-amerikanische Katzenzüchterin Carol Ann Brewer einen polydaktylen Kater mit getupftem Fell und kurzem luchsartigen, also verkürzten Schwanz. Der Kater sollte angeblich aus einer zufälligen Paarung einer Hauskatze mit einem Rotluchs hervorgegangen sein. Knapp ein Jahr später, im Januar 1986, nahm Carol Ann Brewer einen weiteren Kater auf, der angeblich auch auf eine solche Paarung zurückging. Dieser Kater sorgte noch im April desselben Jahres für Nachwuchs mit einer ebenfalls luchsartigen Katze aus der Nachbarschaft. Carol Ann behielt aus dem Wurf ein weibliches Kätzchen, das sie wegen ihrer „überirdischen“ Erscheinung Pixie (Fee) nannte. Auf diese Katze gehen alle „echten“ Pixiebobs zurück.
1994 wurde die Rasse von der TICA für Ausstellungen zugelassen. 1995 gelang es einer Vereinigung verschiedener Züchter, die Pixiebob durch eine Petition für das nächste Ausstellungsjahr in die „New-Color-Breed“-Klasse zu wählen. Der volle Championstatus wurde der Pixiebob dann aber erst im Jahr 1998 verliehen.
Zu diesem Zeitpunkt war die Legende über die Herkunft der Rasse allerdings bereits widerlegt. In genetischen Tests wurde in den Jahren 1995 und 1996 die DNA der Pixiebob mit der des Rotluches verglichen, dabei zeigte sich keine Verwandtschaft zwischen diesen Tieren. Auch Vergleiche mit der DNA der Rohrkatze und der Bengalkatze bzw. Leopardkatze waren negativ. Damit ist die Pixiebob genetisch eine reine Hauskatze und weist keine Spuren von Wildkatzen-DNA auf.

## Bildergalerie

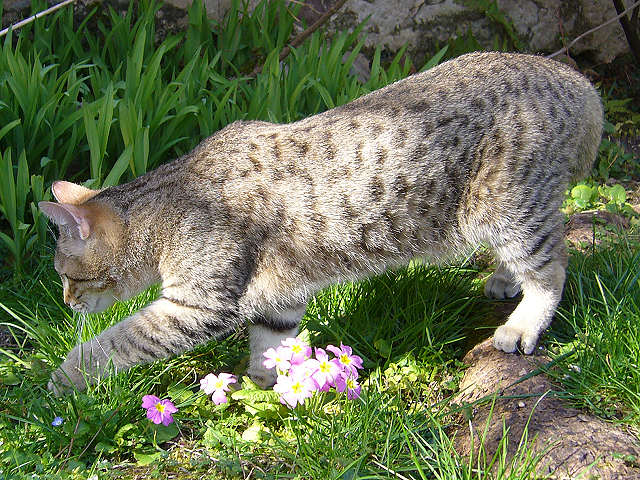
Kurzhaarige Pixiebob-Katze
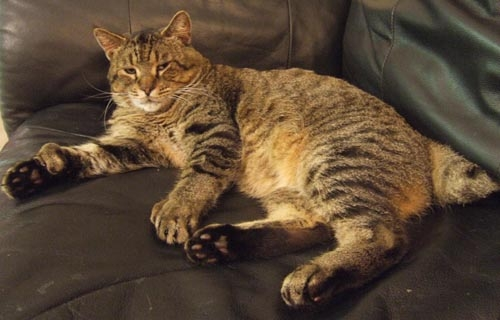
6-jähriger Pixiebob-Kater
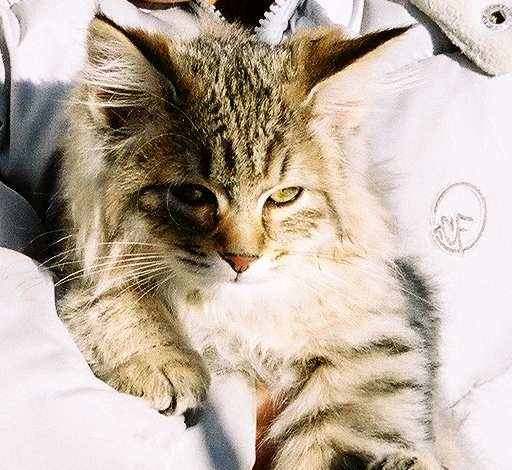
Pixiebob-Kitten

## Qualzuchtdiskurs
Entgegen der ebenso kurzschwänzigen Katzenzüchtungen Manx und Cymric wurde die Züchtung Pixiebob im Gutachten zur Auslegung von § 11b des Tierschutzgesetzes 1999 nicht allgemein als Qualzucht definiert.
Seitdem mehren sich jedoch die Stimmen von Tiermedizieren und Tierschutzverbänden, die generell jede Art von gezüchteter Kurzschwänzigkeit als Qualzucht einstufen, da den Tieren durch die Zucht Leid zugefügt wird. Das Leiden manifestiert sich unabhängig von gesundheitlichen Beschwerden in der starken Einschränkung von Kommunikationsfähigkeit und Beweglichkeit schwanzloser Züchtungen.